# Корпус (військова справа)

Умовне позначення корпусу в НАТО

Ко́рпус (лат. corpus — «тіло, єдине ціле») — загальновійськове оперативно-тактичне з'єднання (об'єднання) військ постійного або тимчасового складу в збройних силах багатьох держав; у воєнний час діє як у складі армії, так і самостійно, безпосередньо підпорядковуючись фронту або групі армій.
До складу корпусу зазвичай входить 2-4 дивізії, посилені іншими частинами, таким чином особовий склад корпусу нараховує до 50 тисяч людей. Командиром корпусу є генерал-лейтенант.

## Історія
З появою масових армій, коли збільшився просторовий розмах бойових дій й ускладнилося управління військовими формуваннями, виникли армійські корпуси. Вперше вони були запроваджені у французькій і німецькій арміях на початку XIX століття, як тимчасові з'єднання для виконання завдань на певній ділянці фронту тільки на період ведення бойових дій, і склад військ у них визначався обстановкою. В 1800 році постійні корпуси з'явилися в Рейнській армії Моро, в 1804—1805 корпуси створюються Наполеоном у французькій армії, а пізніше й в інших арміях.
Корпуси мали численний бойовий склад і різноманітне озброєння. Створення армійських корпусів обумовлювалося також необхідністю мати з'єднання, здатні вирішувати бойові завдання на самостійному операційному напрямку невеликої місткості. Корпус складається з декількох тактичних з'єднань, частин родів військ, спеціальних військ, органів управління та забезпечення.
До початку Першої світової війни армійські корпуси були в арміях майже всіх держав, складалися з 2-4 дивізій, корпусних частин і нараховували до 50 тисяч осіб.

### Польща
2-й армійський корпус був останнім корпусом Війська польського. Польща розформувала його 2014 року. Однак, у червні 2023 року було оголошення про відновлення корпусної структури та формування 2-го польського корпусу за зразком 5-го армійського корпусу США.

### Україна
Після проголошення незалежності України в 1991 році, Збройні сили України успадкували декілька армій на своїй території: загальновійськових, танкових, повітряних, ППО. Була успадкована також організаційно-штатна структура військ «полк-дивізія-армія». Ця структура була доволі громіздка, призначена для бойових дій масовою армією на широкому фронті. Армії у перші роки незалежності були скорочені до корпусів, а потім дивізії скорочували до бригад.
До початку війни на Донбасі в 2014 році українська армія підійшла зі структурою підрозділів «батальйон-бригада», але армійські корпуси у ЗСУ не відновили. Замість цього почали формувати тимчасові органи оперативного управління військами в зоні бойових дій: спершу Сектори, а потім через Оперативно-тактичні угруповання (ОТУ).
Із початком повномасштабного російського вторгнення в 2022 році цей спосіб управління масштабували — лінію фронту поділили за тимчасовими органами військового управління: оперативно-стратегічні угруповання військ (ОСУВ), оперативно-тактичні угруповання військ (ОТУВ), а іноді — менші тактичні групи (ТГ).
З початку 2025 року в Силах оборони України почався перехід на корпусну систему через брак координації в ОСУВ і ОТУВ, що призводило до невдач на фронті та проривів ліній оборони.

## Різновиди корпусів
- Армійський корпус
- Танковий корпус
- Авіаційний корпус
- Повітрянодесантний корпус
- Корпус ППО (зенітний корпус)
- Кавалерійський корпус